# Abattoir Blues / The Lyre of Orpheus
Abattoir Blues / The Lyre of Orpheus je třinácté studiové album australské rockové skupiny Nick Cave and the Bad Seeds. Jde o dvojalbum, které obsahuje celkem sedmnáct písní, přičemž prvních devět je na disku nazvaném Abattoir Blues a zbylých osm na The Lyre of Orpheus. Album bylo vydáno 20. září roku 2004 společností Mute Records. Jeho nahrávání probíhalo mezi březnem a dubnem toho roku v pařížském studiu Ferber. Producentem alba byl Nick Launay. V hitparádě Billboard 200 se album umístilo na 126. příčce. jde o vůbec první album v historii kapely, na němž nehrál zakládající člen Blixa Bargeld.

## Seznam skladeb
| Abattoir Blues | Abattoir Blues                     | Abattoir Blues                                          | Abattoir Blues |
| Pořadí         | Název                              | Autor                                                   | Délka          |
| -------------- | ---------------------------------- | ------------------------------------------------------- | -------------- |
| 1.             | Get Ready for Love                 | Nick Cave, Warren Ellis, Martyn P. Casey, Jim Sclavunos | 5:05           |
| 2.             | Cannibal's Hymn                    | Cave                                                    | 4:54           |
| 3.             | Hiding All Away                    | Cave                                                    | 6:31           |
| 4.             | Messiah Ward                       | Cave                                                    | 5:14           |
| 5.             | There She Goes, My Beautiful World | Cave                                                    | 5:17           |
| 6.             | Nature Boy                         | Cave, Ellis, Casey, Sclavunos                           | 4:54           |
| 7.             | Abattoir Blues                     | Cave, Ellis                                             | 3:58           |
| 8.             | Let the Bells Ring                 | Cave, Ellis                                             | 4:26           |
| 9.             | Fable of the Brown Ape             | Cave                                                    | 2:45           |
| Celková délka: | Celková délka:                     | Celková délka:                                          | 43:05          |

| The Lyre of Orpheus | The Lyre of Orpheus  | The Lyre of Orpheus           | The Lyre of Orpheus |
| Pořadí              | Název                | Autor                         | Délka               |
| ------------------- | -------------------- | ----------------------------- | ------------------- |
| 1.                  | The Lyre of Orpheus  | Cave, Ellis, Casey, Sclavunos | 5:36                |
| 2.                  | Breathless           | Cave                          | 3:13                |
| 3.                  | Babe, You Turn Me On | Cave                          | 4:21                |
| 4.                  | Easy Money           | Cave                          | 6:43                |
| 5.                  | Supernaturally       | Cave                          | 4:37                |
| 6.                  | Spell                | Cave, Ellis, Casey, Sclavunos | 4:25                |
| 7.                  | Carry Me             | Cave                          | 3:37                |
| 8.                  | O Children           | Cave                          | 6:51                |
| Celková délka:      | Celková délka:       | Celková délka:                | 39:25               |

## Obsazení
Nick Cave and the Bad Seeds
- Nick Cave – zpěv, klavír
- Mick Harvey – kytara
- Warren Ellis – housle, mandolína, buzuki, flétna
- Martyn P. Casey – baskytara
- Conway Savage – klavír
- James Johnston – varhany
- Jim Sclavunos – bicí, perkuse
- Thomas Wydler – bicí, perkuse

Ostatní hudebníci
- Åse Bergstrøm – doprovodné vokály
- Donovan Lawrence – doprovodné vokály
- Geo Onayomake – doprovodné vokály
- Lena Palmer – doprovodné vokály
- Stephanie Meade – doprovodné vokály
- Wendy Rose – doprovodné vokály